# Janvier 1776
Cette page présente les faits marquants du mois de janvier 1776.

## Événements

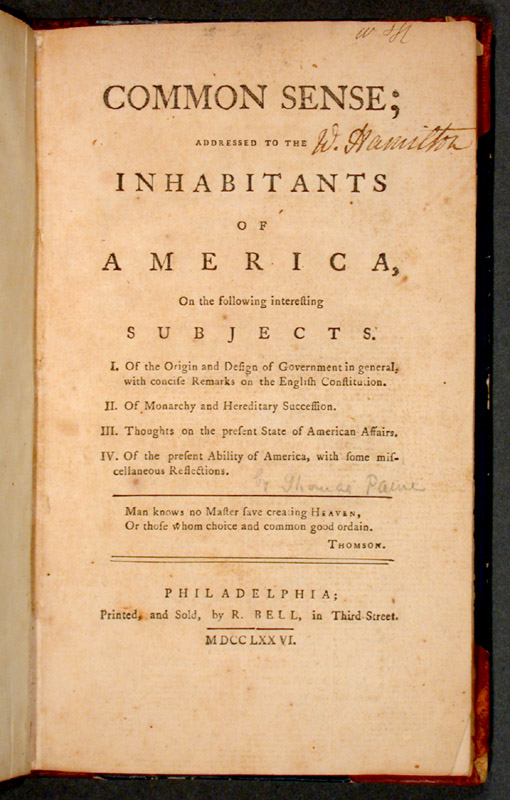
Common Sense

- 1er janvier : incendie de Norfolk : les Britanniques brûlent quatre cinquièmes de la ville.

- 2 janvier :
  - les Espagnols fondent la ville de Guatemala[1].
  - Décret de Marie-Thérèse abolissant la torture sous l’influence du conseiller d’État Joseph von Sonnenfels[2].

- 5 janvier, France : Turgot propose au conseil du roi un projet de six édits abolissant la corvée royale, supprimant les privilèges commerciaux et les jurandes, imposant la noblesse.

- 10 janvier : Thomas Paine publie un pamphlet, Common Sense, où il appelle ses concitoyens des Treize colonies britanniques en Amérique du Nord à s'unir dans une grande nation libérée des servitudes et de la monarchie. 120 000 exemplaires sont vendus en un an.

- 15 janvier : Frédéric II de Hesse-Cassel loue des troupes à la Grande-Bretagne. 30 000 soldats allemands sont loués par leurs princes aux Britanniques pour combattre l'indépendance américaine.

- 24 janvier :
  - Henry Knox arrive à Cambridge (Massachusetts) avec l'artillerie qu'il a transporté de Fort Ticonderoga.
  - Le Congrès continental écrit la troisième et dernière lettres aux habitants de la province de Québec les invitant à joindre la révolution.

## Naissances
- 4 janvier :
  - Bernardino Drovetti (mort en 1852), diplomate, aventurier et antiquaire italien.
  - Jean-Baptiste Jollois (mort en 1842), ingénieur français.

## Décès
- 5 janvier : Simon Claude Grassin de Glatigny créateur des arquebusiers de Grassin (° 16 mars 1701).